# Міцетома
Міцетома (англ. mycetoma) — хронічна хвороба шкіри, яку спричинюють особливі бактерії актиноміцети (актиноміцетома) чи грибки (еуміцетома / мадурська стопа). Якщо уражаючим фактором є актиноміцети, то часто міцетома є складовою актиномікоза, такі випадки називаються актиномікотичною міцетомою або актиноміцетомою. Також іноді виникає міцетома при нокардіозі. Повідомляється, що більше 56 різних видів грибків і бактерій здатні спричинити міцетому. Захворювання, спричинене грибками чи бактеріями, має досить схожі прояви. У 80% ураження локалізується на стопі.
Міцетома переважно зустрічається у сільськогосподарських робітників, але вона також може уражати й людей інших професій і категорій.
Міцетома характеризується утворенням місцевого набряку, вузликів зі скупченням збудників, які можуть виділятися на поверхню шкіри через численні дрібні нориці. Характерне забарвлення вузликів може допомогти в ідентифікації конкретного етіологічного агента.
Мікробіологічна діагностика та визначення збудника міцетоми є складними; не існує надійного |серологічного тесту, але молекулярні методи ідентифікації відповідних антигенів показали перспективу.
Міцетома зазвичай безболісна; хворі звертаються по медичну допомогу в основному через набряки та дренування нориць. У випадках ураження грудної клітки або голови міцетома може бути потенційно смертельною через поширення мікроорганізмів на інші органи. Рідко хвороба поширюється шляхом гематогенної дисемінації (Nocardia asteroides і N. brasiliensis).

## Історичні факти
Гілл вперше описав хворобу в окрузі Мадура в Індії в 1842 році, звідси і термін «Мадурська стопа». У 1860 році Картер назвав цей стан міцетомою, описавши його грибкову етіологію. У 1913 році Піной описав міцетоми, які утворюються аеробними бактеріями, належать до групи актиноміцетів, і класифікував міцетоми як такі, що утворюються справжніми грибами (евміцетома), і спричинені аеробними бактеріями (актиноміцетома).

## Етіологія
Грибки, які здатні спричинити міцетому:
- Acremonium falciforme
- Acremonium kiliense
- Acremonium recifei
- Exophiala jeanselmer

## Епідеміологічні особливості
Міцетома ендемічна в Африці, у відомому «міцетомному поясі», який охоплює такі країни, як Судан і Сомалі через Мавританію та Сенегал.
Міцетома найчастіше виникає у людей, які працюють у сільській місцевості, де вони піддаються впливу дерев акації або колючок кактусів, які містять етіологічні агенти, що зазвичай живуть як сапрофіти. Однак хвороба виявлена також у людей, які працюють у місті за різними професіями.
Часті проникаючі поранення шипами, колючками, гілками або осколками є факторами ризику, особливо в поєднанні із забрудненням ґрунтовим матеріалом.
Передача еуміцетоми від людини до людини або від тварини до людини не описана, але повідомлялося про нозокоміальну (внутрішньолікарняну) передачу Nocardia farcinica, одного із збудників міцетоми при післяопераційних інфекціях у місці хірургічного втручання.
Захворюваність у чоловіків вища, ніж у жінок, у співвідношенні 4-5:1. Найбільша захворюваність спостерігається у осіб 10-40 років.

## Патогенез
Міцетома утворюється через проникнення бактерій або грибів у локальну травму шкіри шипами, дерев’яними осколками або імплантацію твердими предметами. Захворювання починається як невеликі тверді вузлики, які можуть існувати тривало як міні-міцетоми або розвиватися, утворюючи великі гнійні ураження, які в деяких випадках можуть досягати більше 20 см у діаметрі. Еуміцетома має тенденцію бути більш локалізованою, ніж актиноміцетома.
Частини тіла, які найчастіше уражаються у людей з міцетомою, включають стопу або гомілку, причому типовим є ураження тильної сторони передньої частини стопи. Рука є наступним найбільш поширеним розташуванням; однак ураження міцетомою можуть виникнути будь-де на тілі. Ураження на грудях і спині часто спричинені видами Nocardia, тоді як ураження на голові та шиї зазвичай зумовлені Streptomyces somaliensis.
Повідомлялося про вироблення in situ цитокінів у мікроабсцесах при експериментальній інфекції. Фактор некрозу пухлини-альфа виробляється в перші дні інфекції, пізніше зменшується до невизначених кількостей на 90-й день. Інтерлейкін (IL)–1-бета, інтерферон-гамма, трансформуючий фактор росту-бета, IL-10, IL-4 і IL-6 виробляються постійно протягом 90 днів, але IL-6 є єдиним із значним збільшенням після повного формування міцетоми за 90 днів.

## Клінічні прояви
Класичною клінічною тріадою міцетоми є пухлина або набряк м’яких тканин, нориці та характерні макроскопічні зерна. Зерна, як правило, являють собою агрегати інфікуючих організмів. У деяких пацієнтів в анамнезі може бути проникаюче поранення в місці ураження.
Незалежно від збудника, початок ураження є стабільно однаковим. Спочатку з’являється безболісний підшкірний набряк. Пізніше формується підшкірний вузлик. Згодом виникає масивний набряк з ущільненням, розривом шкіри та утворенням нориць. Шкіра зазвичай темніша і твердіша, ніж навколишні неуражені ділянки. Можуть спостерігатися вузлики, абсцеси та нориці, з яких витікає прозорий в’язкий або гнійний ексудат. Гранули мікроорганізмів іноді можна побачити неозброєним оком, як у випадку міцетоми, спричиненої, серед інших, A. madurae та M. mycetomatis.
Загалом еуміцетома більш обмежена і прогресує повільніше, ніж актиноміцетома.

## Діагностика
Використовуються численні діагностичні засоби для визначення ступеня поширення інфекції та виявлення збудників міцетоми. До них належать різноманітні методи візуалізації, цитологічні, гістопатологічні, серологічні та культуральні методи, фенотипова характеристика і молекулярна діагностика.
Посів робиться з гною з абсцесу або фістули, з біоптату тканини ураженої ділянки. В обох випадках зразки культивують на таких середовищах, як агар Сабуро або мікобіотичний агар для виділення грибів та / або кров’яний агар для виділення бактерій. Збудники ідентифікуються за їхніми макроскопічними і мікроскопічними ознаками.

## Лікування
Актиноміцетома зазвичай добре реагує на сульфаметоксазол/триметоприм+амікацин приблизно в 90% випадків. Якщо актиноміцети стали стійкими до цього лікування, слід провести тест на чутливість до антибіотиків, щоб вибрати найкращий препарат або препарати, які будуть використовуватися. Лінезолід і тедизолід із групи оксазолідинонів були доведені як корисні in vitro та in vivo. При актиноміцетомі хірургічне лікування, включаючи ампутацію, показане нечасто.
Незважаючи на те, що еуміцетома може частково реагувати на протигрибкові засоби, зазвичай спочатку проводиться хірургічне видалення. Воно рекомендується для локалізованих міцетомних уражень, які можна повністю вирізати без формування інвалідності. Хірургічне зменшення великих уражень може покращити реакцію пацієнта на медикаментозне лікування. Однак часткова хірургічна резекція без подальшого використання відповідних антибактерійних або протигрибкових засобів може бути невдалою.
Найбільш успішним варіантом лікування еуміцетом є ітраконазол 200 мг двічі на день. Цей триазоловий протигрибковий препарат вважається стандартним критерієм для еуміцетом. Менш вартісний кетоконазол більше не користується перевагою через побічні ефекти та різні лікарські взаємодії. Флуконазол також не рекомендується через  резистентність цієї хвороби до нього. Міцетому, яку спричинює P. boydii, слід лікувати переважно вориконазолом, хоча вона також може відповідати й на ітраконазол. Інші агенти, які спричинюють еуміцетому, можуть періодично реагувати на ітраконазол або амфотерицин В.

## Профілактика
Станом на 2020-ті роки специфічної профілактики не створено. Загальна профілактика включає: 
- уникнення носіння палиць і колючих гілок, які контактували з ґрунтом, особливо якщо вони забруднені гноєм великої рогатої худоби.
- носіння взуття та захисного одягу групам ризику, особливо в країнах, які розвиваються.